# Traité de Saint-Louis (1804)
Pour les articles homonymes, voir Traité de Saint-Louis.

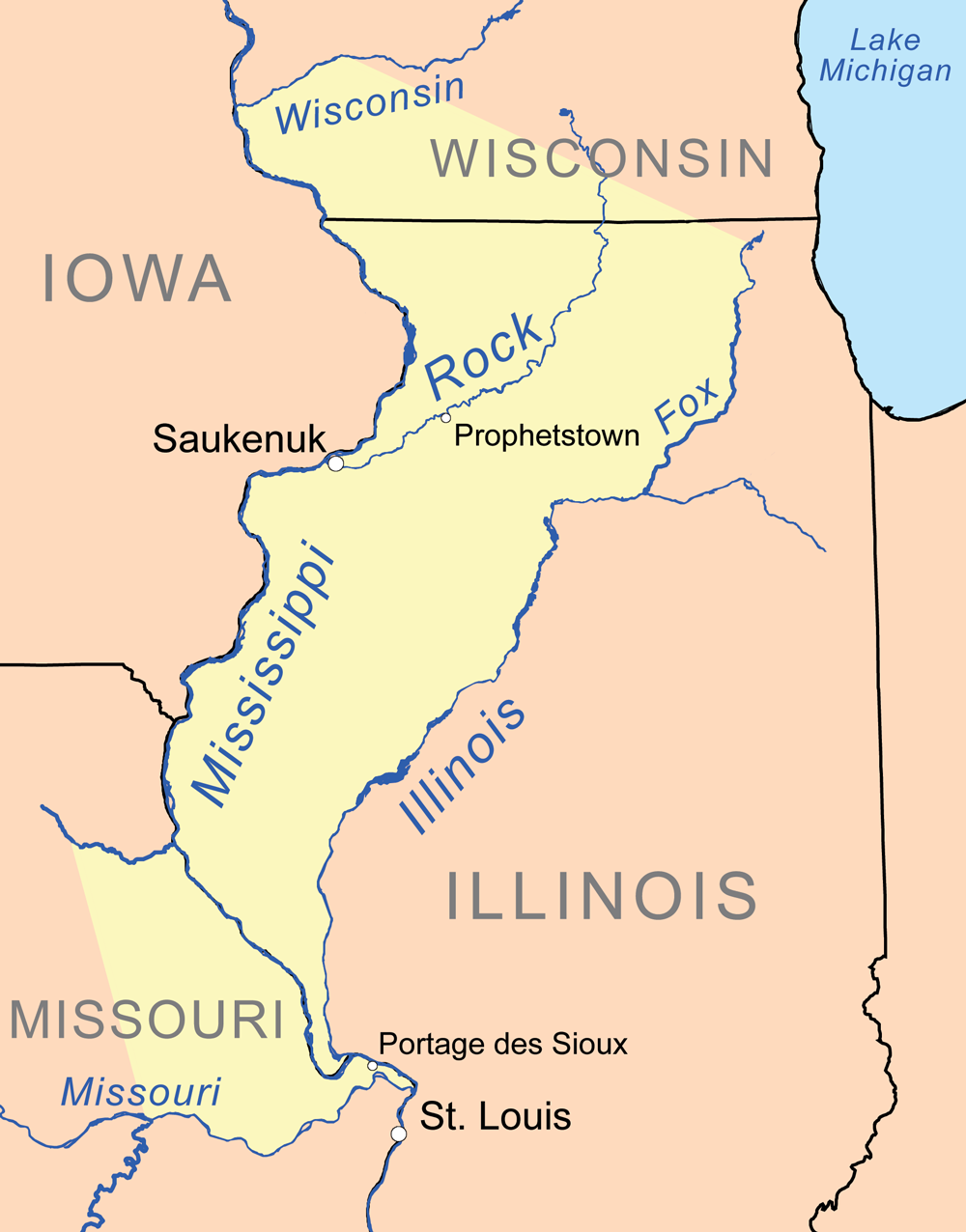
Carte des terres cédées par les Amérindiens dans le traité de Saint-Louis de 1804.

Le traité de Saint-Louis de 1804 est un traité signé le 3 novembre 1804 entre les États-Unis et des représentants des Sauks et des Mesquakies. En échange de paiements annuels de 1 000 $ (600 $ pour les Sauks et 400 $ pour les Mesquakies), les Amérindiens devaient abandonner une grande partie de leurs terres situées à l'est du fleuve Mississippi, dans les États actuels de l'Illinois et du Wisconsin ainsi qu'une partie de leurs terrains de chasse situés à l'ouest du fleuve, dans l'actuel État du Missouri.